# Ilex anonoides
Ilex anonoides là một loài thực vật có hoa trong họ Aquifoliaceae. Loài này được Loesner mô tả khoa học đầu tiên năm 1901.